# United States Asiatic Fleet
L’United States Asiatic Fleet (la Flotte asiatique des États-Unis) est une flotte de la marine américaine active durant la première moitié du XXe siècle. 

## Historique
Elle est l'héritière de l'East India Squadron établie entre 1835 et 1868, qui devient l'Asiatic Squadron entre 1868 et 1902. Elle devient une flotte à cette date. 
De 1907 à janvier 1910, elle est une escadre de la United States Pacific Fleet avant de regagner le rang de flotte. 
Jusqu’en 1942, la flotte participe principalement à la protection des Philippines. Une grande partie de la flotte a été détruite cette année-là par les forces de l'empire du Japon, après quoi elle est dissoute et intégrée à la Septième flotte des États-Unis.

## Commandants en chef de la flotte asiatique
Le commandant en chef de la flotte asiatique sont:
- Le contre-amiral Robley D. Evans 29 octobre 1902 - 21 mars 1904
- Le contre-amiral Philip H. Cooper (en) 21 mars 1904 - 11 juillet 1904
- Le contre-amiral Yates Stirling (en) 11 juillet 1904 - 23 mars 1905
- Le contre-amiral William M. Folger 23 mars 1905 - 30 mars 1905
- Le contre-amiral Charles J. Train (en) 30 mars 1905 - 4 août 1906
- Le contre-amiral Willard H. Brownson (en) `15 octobre 1906 - 31 mars 1907

La flotte asiatique devient le Premier Escadron de la Flotte du Pacifique en 1907. La flotte asiatique est rétablie 28 janvier 1910.
- Le contre-amiral John Hubbard (admiral) (en) 19 février 1910 - 16 mai 1911
- Le contre-amiral Joseph B. Murdock (en) 16 mai 1911 - 24 juillet 1912
- Le contre-amiral Reginald F. Nicholson (en) 24 juillet 1912 - 3 mai 1914
- Le contre-amiral Walter C. Cowles (en) 3 mai 1914 - 9 juillet 1915
- Le contre-amiral Albert G. Winterhalter (en) 9 juillet 1915 - 4 avril 1917
- Le contre-amiral Austin M. Knight (en) 22 mai 1917 - 7 décembre 1918
- Le vice-amiral William Ledyard Rodgers (en) 7 décembre 1918 - 1er septembre 1919
- L'amiral Albert Gleaves 1er septembre 1919 - 4 février 1921
- L'amiral Joseph Strauss (admiral) (en) 4 février 1921 - 28 août 1922
- L'amiral Edwin Anderson, Jr. 28 août 1922 - 11 octobre 1923
- L'amiral Thomas Washington (en) 11 octobre 1923 - 14 octobre 1925
- L'amiral Clarence Stewart Williams (en) 14 octobre 1925 - 9 septembre 1927
- L'amiral Mark L. Bristol (en) 9 septembre 1927 - 9 septembre 1929
- L'amiral Charles B. McVay, Jr. (en) 9 septembre 1929 - 1er septembre 1931
- L'amiral Montgomery M. Taylor (en) 1er septembre 1931 - 18 août 1933
- L'amiral Frank B. Upham (en) 18 août 1933 - 4 octobre 1935
- L'amiral Orin G. Murfin (en) 4 octobre 1935 - 30 octobre 1936
- L'amiral Harry Yarnell 30 octobre 1936 - 25 juillet 1939
- L'amiral Thomas C. Hart 25 juillet 1939 - 14 février 1942

## Composition de la flotte au 8 décembre 1941
- 1 Croiseur lourd
  - Houston
- 1 Croiseur léger
  - Marblehead
- 13 Destroyers de Classe Clemson:
  - Paul Jones
  - John D. Edwards
  - Alden
  - Whipple
  - Edsall
  - Stewart
  - Barker
  - Parrott
  - Bulmer
  - John D. Ford
  - Pope
  - Peary
  - Pillsbury
- 1 Navire ravitailleur
  - Black Hawk
- 29 Sous-marins:
  - Porpoise
  - Pike
  - Shark
  - Tarpon
  - Perch
  - Pickerel
  - Permit
  - Salmon
  - Seal
  - Skipjack
  - Sargo
  - Saury
  - Spearfish
  - Snapper
  - Stingray
  - Sturgeon
  - Sculpin
  - Sailfish
  - Swordfish
  - S-36
  - S-37
  - S-38
  - S-39
  - S-40
  - S-41
  - Seadragon
  - Sealion
  - Searaven
  - Seawolf[2]
- 5 Canonnières:
  - Asheville
  - Tulsa
  - Oahu
  - Luzon
  - Mindanao
- 1 Yacht
  - Isabel
- 6 dragueurs de mines:
  - Finch
  - Bittern
  - Tanager
  - Quail
  - Lark
  - Whippoorwill
- 2 navires-citernes:
  - Pecos
  - Trinity
- 1 Remorqueur océanique
  - Napa
- 4 Transport d'hydravionss:
  - Langley/ USS Langley (CV-1)
  - Childs
  - William B. Preston
  - Heron
- 1 Sous-marin de sauvetage
  - Pigeon
- 3 Sous-marins ravitailleurs:
  - Holland
  - Canopus
  - Otus
- Autres navires incluant 6 torpilleurs qui forment le Motor Torpedo Boat Squadron Three (en)
- 1 Goélette
  - Lanikai